# Calcaretropidia tanalaorum
Calcaretropidia tanalaorum är en tvåvingeart som först beskrevs av Keiser 1971.  Calcaretropidia tanalaorum ingår i släktet Calcaretropidia och familjen blomflugor.
Artens utbredningsområde är Madagaskar. Inga underarter finns listade i Catalogue of Life.